# Artsyom Salavey
Artsyom Viktaravich Salavey (tiếng Belarus: Арцём Віктаравіч Салавей; tiếng Nga: Артём Викторович Соловей; sinh 1 tháng 11 năm 1990) là một cầu thủ bóng đá Belarus. Anh hiện tại thi đấu cho Dinamo Minsk.

## Sự nghiệp
Sinh ra ở Byaroza Raion, Salavey bắt đầu chơi bóng ở hệ thống trẻ của FC Dinamo Minsk. Anh gia nhập đội chính và ra mắt tại Giải bóng đá ngoại hạng Belarus năm 2008.